# MSC Zoe
MSC Zoe (cùng với MSC Oscar vàMSC Oliver) là tàu vận tải lớn nhất Thế giới (tính đến  tháng 8 năm 2015). là chiếc tàu thứ ba trong loạt chiếc MSC của Tập đoàn này sau tàu MSC Oscar và MSC Oliver.

## Tên gọi
MSC Zoe được đặt theo tên cô cháu gái 4 tuổi của Gianluigi Aponte, Nhà sáng lập kiêm chủ tịch Tập đoàn vận tải hàng hải MSC

## Nơi đóng tàu
MSC Zoe được đóng bởi Tập đoàn Daewoo của Hàn Quốc với chi phí 140 triệu Đô la.

## Các thông số
Tàu có chiều dài hơn 395 m, rộng gần 60 m với sức chứa hơn 197.000 tấn hàng hóa. Tàu trang bị động cơ diesel, công suất 83.800 mã lực và chân vịt có đường kính hơn 10 m, được điều khiển bởi 22 thủy thủ đoàn.

## Tàu chị em
- MSC Oscar[8][9]
- MSC Oliver[8][9]